# Camargo Guarnieri
Camargo "Mozart" Guarnieri (født 1. februar 1907 i Tieté, Sao Paulo, Brasilien, død 13. januar 1993) var en brasiliansk komponist.
Guarnieri studerede komposition og klaver på Sao Paulo Conservatório, og havde et samarbejde med Charles Koechlin i Paris. Han vandt mange priser og fik opmærksomned i USA i 40'erne for sin musik, som gav ham anledning til selv at dirigere sine egne værker i byer som New York, Boston, Los Angeles og Chicago.
Han var rektor og underviste på Sau Paulo Musik Konservatorium og dirigerede i perioder Sau Paulo symfoniorkester.
Guarnieri var oprindelig født Mozart som fornavn men valgte at skifte sit fornavn ud til Camargo, som var hans moders mellemnavn, pgr. af sin karriere i musik.
Han regnes efter Heitor Villa-Lobos som en af de ledende komponister i Brasilien.
Han har skrevet 7 symfonier, 6 Klaverkoncerter og en del orkestermusik.

## Udvalgte værker
- Symfoni nr. 1 (1944) - for orkester
- Symfoni nr. 2 "Uirapuru" (1944) - for orkester
- Symfoni nr. 3 (1952) - for orkester
- Symfoni nr. 4 "Brasilien" (1963) - for orkester
- Symfoni nr. 5 (1978) - for kor og orkester
- Symfoni nr. 6 (1981) - for orkester
- Symfoni nr. 7 (i en sats) (1985) - for orkester
- 2 operaer (Pedro Malazarte (premiere i maj 1952) og Um homem só)
- 6 Klaverkoncerter (1931, 1946, 1964, 1968, 1975, 1987) - for klaver og orkester
- "Abertura Concertante" (1942) - for orkester
- "Abertura Festiva" (1971) - for orkester
- Suite "Vila Rica" (1957) - for orkester